# Bud Grace
Bud Grace (né en 1944 à Chester) est un auteur de comic strip américain, créateur Piranha Club en 1988 (appelé Ernie jusqu'en 1998).

## Prix
- 1989 :  Prix Adamson du meilleur auteur international pour l'ensemble de son œuvre
- 1994 : 
  - Prix du comic strip de la National Cartoonists Society pour Ernie
  -  Prix Urhunden du meilleur album étranger pour Ernie